# Tuchmacherbrunnen (Lwówek Śląski)

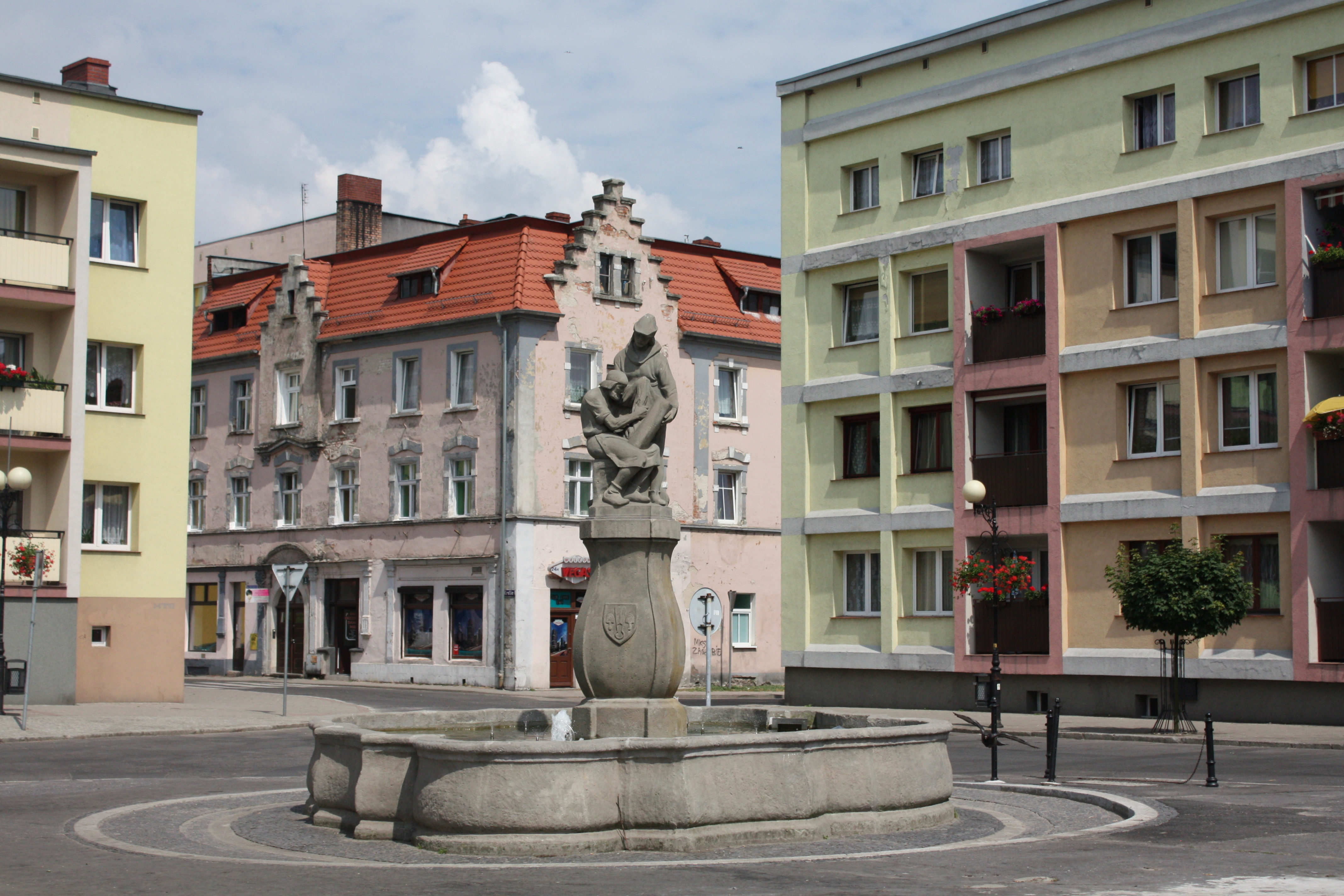
Der Tuchmacherbrunnen

Der Tuchmacherbrunnen in Lwówek Śląski (Löwenberg in Schlesien) ist einer von vier Brunnen der Stadt. Er steht auf dem Niedermarkt, dem Plac Wolności.

## Beschreibung und Geschichte
Das Brunnenbecken aus Sandstein wurde im 18. Jahrhundert aufgestellt. Es hat, typisch für den Barock, konvexe und konkave Schwingungen. Bereits 1609 stand hier ein einfacher Brunnen.
In den 1920er Jahren wurde im Brunnenbecken die Tuchmacherskulptur aus Sandstein aufgestellt. Das Werk des Bildhauers Paul Schulz (1875–1945) aus Breslau ist eine Stiftung des Direktors Max Walter der Norddeutschen Lloyd aus Bremen, der in Löwenberg geboren wurde. Die Skulptur erinnert an die Zeit, als in Löwenberg die Tuchmacherei florierte und den Ort prägte und ihm den Wohlstand brachte. Im 17. Jahrhundert gab es etwa 450 Tuchmacherbetriebe. Im Dreißigjährigen Krieg ging das Handwerk ein. Der neugestaltete Brunnen wurde am 19. Juli 1928 in Betrieb genommen.
Die Skulptur steht auf einer Säule, die passend zum mehrfach gebogten Beckenrand wie eine Vase geschwungen geformt ist. Auf der Vorderseite befindet sich ein Wappenschild. Darauf ist eine Tuchschere abgebildet, das Zunftzeichen der Tuchmacher. Daneben befinden sich zwei weitere Symbole, bei denen es sich eventuell um Tuchkarden handelt, die von Tuchmachern bei ihrer Arbeit zum Kratzen verwendet wurden. Ursprünglich waren an der Säule zwei Wasserrohre und Verzierungen aus Metall angebracht. Derzeit befinden sich im Becken kleine Fontänen. Die Skulptur selbst zeigt zwei Tuchmacher mit Kappen bei ihrer Arbeit, während eine Figur sitzt und die andere steht, halten beide eine Stoffrolle in den Händen.
Im Jahr 2012 wurde der Tuchmacherbrunnen umfangreich saniert. Ein Gitter, das bis dahin über dem Becken lag, wurde dabei entfernt. Um den Brunnen wurde der Boden mit Pflastersteinen aus Granit gepflastert.